# Зольпке
Зольпке (нем. Solpke) — муниципальный район и населённый пункт в Германии, в земле Саксония-Анхальт. Входит в состав города Гарделеген района Зальцведель.
Население составляет 589 человек (на 31 декабря 2006 года). Занимает площадь 15,87 км².
До 31 декабря 2009 года имел статус общины. 1 января 2010 года вместе с рядом других населённых пунктов вошёл в состав города Гарделеген.

## Достопримечательности
- Церковь, построенная в середине XIII века; отреставрирована в 1980-х годах[2].
- Братская могила 23 узников концлагеря, убитых в апреле 1945 года.